# Eragrostis filicaulis
Eragrostis filicaulis är en gräsart som beskrevs av Michael Lazarides. Eragrostis filicaulis ingår i släktet kärleksgrässläktet, och familjen gräs. Inga underarter finns listade i Catalogue of Life.